# Денискина, Татьяна Викторовна
Татьяна Викторовна Денискина (род. 17 сентября 1985, Пенза) — российская и азербайджанская баскетболистка. Член женской сборной Азербайджана по баскетболу 3×3.

## Биография
Родилась 17 сентября 1985 года в Пензе. Занималась лёгкой атлетикой в секции при школе № 52 г. Пензы. С 1995 года начала заниматься баскетболом в ДЮСШ при команде мастеров «Спартак» (г. Пенза).
В 2007 году окончила Педагогический институт имени В. Г. Белинского Пензенского государственного университета.
Выступала за команду «ANTA-Team». С сентября 2004 по май 2006 года выступала за БК «Спартак».
Чемпионка России по баскетболу среди студенческих команд.
Бронзовый призер чемпионата России по баскетболу среди женских команд.
Игрок баскетбольного клуба «Нефтчи». В составе БК «Нефтчи» и в составе сборной Азербайджана принимала участие в Женской Мировой серии по баскетболу 3х3 2023 года.
С февраля 2009 года является членом сборной Азербайджана по баскетболу.
Неоднократная чемпионка Азербайджана по баскетболу.
Участница Чемпионата Европы по баскетболу.
Мастер спорта.
В 2017 на IV играх исламской солидарности и в 2022 году на V играх исламской солидарности завоевала золото в составе сборной Азербайджана по баскетболу 3х3.
В апреле 2024 года на международном турнире в Таиланде в составе сборной 3х3 завоевала серебряную медаль.
В мае 2024 года в Таиланде завоевала лицензию на олимпийские игры 2024.
На май 2024 года сыграла более 300 игр в карьере.
Является также детским тренером по баскетболу. В июне 2018 года получила тренерскую лицензию ФИБА. С января 2019 года является тренером Бакинской баскетбольной академии. Президент и главный тренер Бакинской баскетбольной академии.